# White Rabbit (Lost)
White Rabbit é o quinto episódio de Lost. É o quinto episódio da primeira temporada. O episódio foi dirigido por Kevin Hooks e escrito por Christian Taylor. Foi ao ar originalmente em 20 de Outubro de 2004, pela ABC. O episódio foca o flashback em Jack Shephard.
O episódio se inicia com um flashback mostrando Jack ainda adolescente e um amigo apanhando. Joanna, uma das sobreviventes do acidente, está se afogando no oceano. Boone nada para tentar salvá-la, mas não a alcança e Jack o resgata. 
Jack, aflito com o fracasso por não ter salvo a vida da moça, vê o um homem de trajes o observando de longe.
Sun conversa com Jin e sugere que eles deveriam tentar conversar com o resto do pessoal, porém seu marido rejeita a ideia.
Hurley e Charlie querem que Jack decida como fazer com a escassez de água, no entanto, ele recusa. Em uma lembrança, o pai de Jack vê a cara machucada de seu filho. Ele diz a Jack que não deve ser um herói porque "Ele não corre riscos". Na ilha, Jack vê mais uma vez o homem de traje e o persegue. Ao alcançá-lo, descobre que é seu pai, que silenciosamente dá a volta e vai embora.
Em outro flashback, a mãe de Jack lhe diz que seu pai foi para a Austrália. Ela quer que ele o traga de volta. Jack, contrariado, concorda. Na ilha, Claire desmaia por causa do calor e descobrem que a água restante foi roubada. Locke entra na selva para buscar um pouco.
Delirando, Jack corre pela selva procurando seu pai. Um flashback o mostra procurando no hotel em que seu pai estaria e interroga o gerente. Na floresta, Jack corre atrás do homem de terno. Quando está se aproximando, tropeça e cai, rolando ladeira a baixa, quando agarra numa raiz pouco antes de cair penhasco abaixo. Pendurado, escorregando cada vez mais. Mas quando está prestes a cair, uma mão aparece e o puxa para cima. É Locke! Ele diz ao Jack que os outros estavam procurando por ele para dizer o que deveriam fazer. Jack não quer esse "emprego" e conta à Locke sobre suas alucinações. Locke diz que ele deveria considerar a possibilidade de não ser uma alucinação. Mas isso era impossível. Locke conta que, naquele momento, seria possível... especialmente naquela ilha...
Na praia, Charlie oferece a Claire um pouco de água. Eles conversam e surge uma conexão entre ambos. Sayid encontra Sun com uma garrafa de água, e seu marido revela que Sawyer lhe deu. Kate segue Sawyer para seu abrigo feito de restos da fuselagem, porém ele não tem nenhuma água com ele.
Jack finalmente encontra seu pai na Austrália... no necrotério.
De volta à realidade, Jack enxuga suas lágrimas quando está sentado sozinha na floresta lutando contra sua perda, tudo de novo. De repente, o homem de terno passa por ele. Jack o segue através de um caminho desconhecido e escuro. Jack encontra água fresca e um caixão.
Ficamos sabendo que Jack colocou o caixão de seu pai no avião para voltar à Califórnia. Um funeral o aguardava.
De volta à ilha, Jack descobre que o caixão está vazio. Num momento de frustração de não poder enterrar seu pai e exausto por estar achando aquilo tudo uma alucinação, destrói o caixão.
Na praia, o ladrão das águas é pego: Boone! Perto de ser espancado, Jack aparece dizendo que não podiam continuar dessa forma, que já fazia 6 dias desde o acidente e nada do resgate aparecer, que eles precisavam começar a aceitar a ideia de que não viriam. Jack conta sobre a água que encontrou na floresta e explica a todos que tudo precisa mudar ou outras pessoas iriam morrer. "Se não conseguimos viver juntos, então todos nós morreremos sozinhos."

## Nota
White Rabbit é o título de uma música muito famosa na década de 60, pelo grupo Jefferson Airplane. O capítulo posterior também tem o nome de uma música famosa nos anos 60, desta vez, com o grupo The Animals.